# Fernando M. Cimadevila

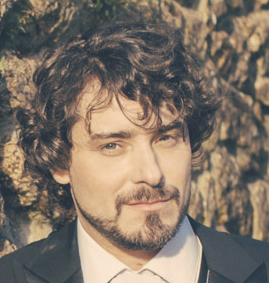
Retracto de Fernando Cimadevila

Fernando M. Cimadevila, nacido en Santiago de Compostela, es un escritor, editor y músico gallego.

## Trayectoria
Se dio a conocer en 2011 con su obra El ladrón de sueños (novela), iniciadora de la saga del profesor Basilius Hoffman. En noviembre de 2011 se unió a Tomás González Ahola, editor de Urco Editora, para crear Contos Estraños, la primera editora gallega especializada en fantasía, terror y ciencia ficción de autores gallegos.
En el año 2014 se junta con José María Picón para formar Mentis, un estudio independiente de creación de juegos de mesa, con el que ha publicado ya Ophiusa.

## Obras

### Narrativa
- A incríbel viaxe de Noa. 2017. Contos Estraños.
- O mundo secreto de Basilius Hoffman. A batalla por Avalon, 2015, Urco Editora.[1] Ilustraciones de Jara Zambrano
- Acariciando el cielo, 2014, Ediciones Desnivel[2]
- As aventuras do Apalpador. A carballeira dos druidas. 2013. Contos Estraños. Ilustraciones de José Ángel Ares
- O mundo secreto de Basilius Hoffman. Un faro na escuridade, 2013, Urco Editora.[3] Fue traducida al castellano.[4]
- As aventuras do Apalpador. O tesouro dos mouros. 2012. Contos Estraños. Ilustraciones de José Ángel Ares
- As aventuras do Apalpador. Apalpador vs Papá Noel. 2011. Contos Estraños. Ilustraciones de José Ángel Ares
- O mundo secreto de Basilius Hoffman. O ladrón de soños, 2011, Urco editora.[5] Fue traducida al castellano.[4]

### Otros
- Prólogo de DessertStorm Vol.II, obra de José María Picón y Laura Luna. 2013.
- Ophiusa, a terra dos mil ríos, (juego de mesa) junto a José María Picón. 2014 para Mentis.
- Apalpador, O gran Magosto (juego de mesa) 2014 para Mentis.
- Criaturas míticas (juego de mesa) junto a Ana Santiso 2021.